# Charlestown Mob
Con Charlestown Mob ci si riferisce ad alcuni malfattori originari dell'Irlanda riuniti in un'unica banda criminale che operava presso Charlestown, Massachusetts,  che per molto tempo ha avuto diverse contese con membri connazionali della banda avversaria Winter Hill Gang, durante gli anni '50.
Questa banda criminale fu capeggiata all'inizio da Joseph Barboza ed in seguito dai Fratelli McLaughlin (Bernie, Georgie e "Punchy") ed i loro soci: Stevie e Connie Hughes. Le varie guerre svoltesi a Boston ed a Somerville contro la Winter Hill Gang, furono quasi tutte condotte dal capo avversario dei Winter Hills James "Buddy" McLean, il quale condusse Bernie e Punchy McLaughlin ed i Fratelli Hughes alla morte e Georgie McLaughlin in prigione.